# کریستوفر ویلیامز (دونده)
کریستوفر ویلیامز (انگلیسی: Christopher Williams؛ زادهٔ ۱۵ مارس ۱۹۷۲) دونده اهل جامائیکا بود.
از فیلم‌ها یا برنامه‌های تلویزیونی که وی در آن نقش داشته‌است می‌توان به نیو جک سیتی اشاره کرد.